# Villenave-près-Béarn
Villenave-près-Béarn – miejscowość i gmina we Francji, w regionie Oksytania, w departamencie Pireneje Wysokie
Według danych na rok 1990 gminę zamieszkiwało 59 osób, a gęstość zaludnienia wynosiła 19 osób/km² (wśród 3020 gmin regionu Midi-Pireneje Villenave-près-Béarn plasuje się na 1004. miejscu pod względem liczby ludności, natomiast pod względem powierzchni na miejscu 1637.).